# Gustave Malécot
Gustave Malécot (* 28. Dezember 1911 in La Grand-Croix; † November 1998 in Fayence) war ein französischer Mathematiker.

## Leben
Malécot hatte großen Einfluss auf die Populationsgenetik.

## Werke
- Malécot G. Les mathématiques de l'hérédité. Paris: Masson & Cie, 1948.